# Los hijos de López
Los hijos de López es una película de Argentina filmada en Eastmancolor dirigida por Enrique Dawi sobre su propio guion escrito en colaboración con el guion de Hugo Moser según su programa de televisión que se estrenó el 5 de junio de 1980 y que tuvo como actores principales a Alberto Martín, Cristina del Valle, Dorys del Valle, Emilio Disi,  Carlos Calvo y Tincho Zabala.

## Sinopsis
Las relaciones de un empresario con una compañía japonesa y de su hijo mayor con las mujeres.

## Reparto
Intervinieron en el filme los siguientes intérpretes:
- Alberto Martín...Martín López Lawrence
- Cristina del Valle...Cristina Figueroa Harding
- Dorys del Valle...Srta Berutti
- Emilio Disi...Emilio López
- Carlos Calvo...Gerardo López
- Tincho Zabala...Martín López
- Santiago Bal...Repetto
- Jorge Barreiro...Jorge
- Alejandra da Passano...Alejandra Estigarribia
- Silvia Pérez...Silvia
- Miguel Jordan...Miguel
- Elena Sedova...Perla
- Moria Casán...Cameo
- Carlos Monzón...Cameo
- Guillermo Brizuela Méndez...Negro
- Augusto Larreta...El Tata Figueroa Harding
- Carlos Moreno...Bazterrica
- Sakemoto...Sakemoto
- Naanim Timoyko...Marcela
- Arturo Bonín...Arturo
- Horacio Taicher...Barman del Tata Figueroa Harding.
- Haydeé Suárez...Laura
- Enzo Bai
- Cristina Tocco

## Comentarios
Raúl Álvarez Pontiroli en Convicción escribió:

«Por una familia sana e idiota.»

GM en La Prensa opinó:

«El relato…que si en algunos pasajes decae su ritmo se debe a momentáneas faltas de irrigación imaginativa en el libro original.»

Roberto Gil en Clarín dijo:

«El impacto de los gags disminuye…a causa de algunos interiores…pero la astucia de Moser…y el profesionalismo del director…logran remontar estas debilidades.»

Manrupe y Portela escriben:

«Otro programa televisivo exitoso en un film por debajo de lo correcto.»